# Grachtenboek

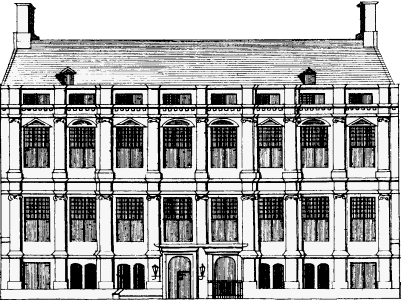
Gevel van het Coymanshuis aan de Keizersgracht, ontworpen door Jacob van Campen in 1625. Tekening uit het Grachtenboek uit (1771)

Het 'Grachtenboek' is een platenboek dat in afleveringen verscheen tussen 1768 en 1771 met tekeningen van grachtenpanden uitgegeven door de boekverkoper Bernardus Mourik (1709-1791), en dat traditioneel wordt toegeschreven aan Caspar Philips, hoewel sommigen daar vraagtekens bij hebben gezet. In 1791 zijn de platen van het boek op een veiling door de uitgever boekverkoper J.B. Elwe gekocht. Deze heeft een nieuw titelblad gemaakt waarop staat dat de platen gemaakt waren door Caspar Philips die kort daarvoor, in 1789 overleden was en op dat moment in Amsterdam bekend was voor zijn mooie gravures.
Aan de hand van tekeningen op schaal is de toenmalige staat van de gevels van langs de Herengracht en Keizersgracht weergegeven. Na de herontdekking van de tekeningen door E. van Houten in 1912 zijn vier herdrukken: uit 1922 door E. van Houten, uit de jaren dertig door het Genootschap Amstelodamum, in 1936 een coproductie van van Houten en Amstelodamum en uit 1962 door de Stadsdrukkerij. Er zijn daarnaast ook nog speciale uitgaven geweest, zoals het boek van Van Houten in 1962 met een houten kaft met de tekeningen die de basis vormen van de gravures. Deze waren eerder teruggevonden in de bibliotheek van het Trippenhuis, maar ze zijn nu weer onvindbaar. Behalve de tekeningen staat in een apart boek, per huis een korte geschiedenis.
Het oorspronkelijke Grachtenboek was niet alleen bedoeld voor bewoners en liefhebbers, makelaars en boekverkopers, maar ook voor timmerlieden, metselaars, steenhouwers, schilders en smeden. Het boek is vooral bekend geworden door de rol die het gespeeld heeft in de reconstructie van Amsterdamse grachtengevels door o.a. Stadsherstel Amsterdam.
Sommigen twijfelen of het Grachtenboek werkelijk door Caspar Philips is gemaakt en ook of hij er bij betrokken is geweest. De twijfel was oa. aanwezig bij I.H. van Eeghen die in haar artikel een aantal mogelijke andere makers noemt. Ook de architect J.P Miras uitte zijn twijfel in een eerder artikel. De naam Caspar Philips is mogelijk pas na zijn overlijden, bij de heruitgave in 1791 aan het boek gekoppeld door de nieuwe uitgever. Het perspectief is niet altijd correct en de maten kloppen niet altijd. Voorts is de kwaliteit van de platen matig in vergelijking met wat Philips normaal leverde. Dit is oa. te zien bij de Cromhouthuizen (Herengracht 364-370), deze bestaan uit twee grote en twee kleinere huizen, maar in het Grachtenboek zijn ze alle vier even groot getekend. Ook is niet altijd rekening gehouden met het verschil in lengte doordat de grachten rond lopen en de evenzijde dus langer is. De Keizersgracht is daardoor langer dan de Herengracht waardoor het aantal bladen groter was dan oorspronkelijk gedacht. Het zouden 20 bladen zijn, maar het werden er 24, met daarop een stukje Brouwersgracht en de nog doorlopende Keizersgracht. Omdat Caspar ook landmeter/mathematicus was, is dit vreemd te noemen. Hij had in 1866 ook  een kaart van Amsterdam uitgegeven. Maar het is evengoed mogelijk dat Caspar Philips wat sneller werk wilde afleveren en daarom mindere kwaliteit leverde dan normaal.